# 馬場貴也
馬場 貴也（ばば よしや、1984年3月26日 - ）は、京都府京都市出身 京都府立東稜高等学校卒業の競艇選手。
滋賀支部所属。登録第4262号。93期。同期には長田頼宗や杉山裕也などがいる。

## 来歴
京都府京都市出身。小さい頃の一時期は長野県に居住していたが、再び京都市に戻る。英検3級の資格を所持している。
同じ支部の選手である木村仁紀は同校の後輩かつ弟子である。
2013年9月より滋賀県大津市に転居した。
2018年7月より選手会滋賀支部の支部長に就任。各支部長の中で当時最年少での就任となった。レースでは、前年末の住之江競艇場の年末競走で優勝して以来調子を上げ続け、ついには11月に芦屋競艇場で開催された SG「第21回チャレンジカップ」の優勝戦に1号艇で出走、コンマ08のスタートから1マークを先マイ。1マークは2号艇の峰竜太に差されかけたものの踏ん張り、SG初優出にして初優勝を飾る。この優勝により賞金2700万円を獲得して、賞金ランキングは前検日の42位から9位までジャンプアップ、年末に住之江競艇場で開催される SG「第33回グランプリ」の出場権を獲得した。この年以降、SGレースには常連として出場するようになる。
2019年は、戸田競艇場 で開催された「第54回ボートレースクラシック」の優勝戦で2着、児島競艇場で開催された「第66回ボートレースダービー」優勝戦で3着、桐生競艇場のG1「第63回赤城雷神杯」優勝戦で2着、一般戦優勝7回と安定した成績を収め、2年連続で賞金王決定戦に出場した。2ndトライアルには進出できなかったものの、12月22日に行われたSG「第34回グランプリシリーズ」の優勝戦では、3コースから鋭く差して2回目のSG制覇（優勝賞金は1700万円）。この年は1億284万7932円を稼ぎ、自身初の年間獲得賞金1億円突破を達成している。
2020年8月4日、びわこ競艇場で開催された G1「第68回びわこ大賞」において5コースからまくり差しを決め、初のGI優勝。地元での優勝ということもあり、地元の先輩と共に喜びを分かち合い、歓喜の涙を流した。
2022年にはボートレースダービーも制した。
2023年8月27日、ボートレース福岡で行われたSG「第69回ボートレースメモリアル」を、1号艇1コースから、逃げで優勝を果たした。
2024年9月1日、ボートレース丸亀で行われたSG「第70回ボートレースメモリアル」を、3号艇3コースから、まくり差しで優勝を果たした（同大会連覇）。

## 日本レコード
1分42秒6 - 2010年11月30日
- 2010年11月27日から津競艇場で開催された 一般戦「第1回日本トーター杯」4日目第11Rで登場した馬場は、3号艇3コースからまくり差しを決めてこれまで、これまで静岡支部の今坂勝広の持っていた1分42秒7の記録をコンマ0.1更新する1分42秒6の日本最速レコードで勝利した[4]。

1分42秒2 - 2012年1月26日
- 2012年1月21日から地元・びわこ競艇場で開催された 一般戦「近江戦国絵巻シリーズ第9戦〜風雲安土城決戦〜」の6日目（最終日）第12R優勝戦に2号艇で出場し、2コースから差し切り、先頭に立った後もそのままスピードターンを続けゴール。勝利し優勝するだけでなく、3周1800メートルレースでの日本最速レコードとなる1分42秒2を記録し[5]、自身が持つ記録を塗り替え最速の称号を手にした。

## その他
- まちおこしが考案したロボット「ロボートレーサーV」の正体を馬場として設定している。

## 戦歴
- 2003年9月27日、選手登録。
- 2003年11月15日から三国競艇場で開催された 一般戦初日第3Rでデビュー[6]。（3号艇6コース進入 5着）
- 2004年3月10日からびわこ競艇場で開催された 一般戦5日目第5Rで初1着[7]。（3号艇6コース進入 ）
- 2006年2月11日から桐生競艇場で開催された 一般戦5日目（最終日）第12R優勝戦で初優出[8]。（6号艇6コース進入 3着）
- 2007年4月27日からびわこ競艇場で開催された 一般戦「第8回びなちゃんカップ」6日目（最終日）第12R優勝戦で初優勝[9]。（4号艇6コース進入）
- 2008年1月22日から丸亀競艇場で開催された G1「共同通信社杯第22回新鋭王座決定戦」初日第3RでG1初出場[10]。（5号艇5コース進入 4着）4日目第8Rにイン逃げを決め[11]G1初勝利を飾る。
- 2010年1月9日から浜名湖競艇場で開催された G1「共同通信社杯第24回新鋭王座決定戦」6日目（最終日）第12R優勝戦でG1初優出[12]。（4号艇4コース進入 4着）
- 2012年8月21日から桐生競艇場で開催された SG「第58回モーターボート記念」初日第3RでSG初出場[13]。（5号艇6コース進入 2着）6日目（最終日）第5Rにイン逃げを決め[14]SG初勝利を飾る。
- 2017年1月3日からびわこ競艇場で開催された 一般戦「新春滋賀県知事杯争奪戦（正月レース）」でオイル交換時の不注意により整備不良、3日目第11R出走時に選手責任による欠場[15]、整備規程違反で即刻帰郷処分が下された。（この後、1年間地元びわこ競艇場を出走することができなかった。）
- 2018年11月20日から芦屋競艇場で開催された SG「第21回競艇王チャレンジカップ」6日目（最終日）第12R優勝戦でSG初優出。イン逃げを決めて勝利[2]し、SG初優出・初優勝を果たす。
- 2019年12月17日から住之江競艇場で開催された SG「第34回賞金王シリーズ」6日目（最終日）第11R優勝戦で3コースからまくり差しを決めて勝利[16]し、2回目のSG優勝。
- 2020年7月30日からびわこ競艇場で開催された G1「第68回びわこ大賞」6日目（最終日）第12R優勝戦で5コースからまくり差しを決めて勝利[17]し、G1初優勝を果たす。
- 2021年2月7日から三国競艇場で開催された G1「第64回近畿地区選手権」6日目（最終日）第12R優勝戦でイン逃げを決めて勝利[18]し、2回目のG1優勝。
- 2022年12月13日から大村競艇場で開催された SG「第37回グランプリ」優勝戦で2着に入り、史上11人目のゴールデンレーサー賞受賞者となる[19]。

## 獲得タイトル
SG
- 第21回チャレンジカップ（2018年11月25日、芦屋競艇場）
- 第34回グランプリシリーズ（2019年12月22日、住之江競艇場）
- 第69回ボートレースダービー（2022年10月30日、常滑競艇場）
- 第69回ボートレースメモリアル（2023年8月27日、福岡競艇場)
- 第70回ボートレースメモリアル（2024年9月1日、丸亀競艇場）※連覇

G1
- 開設68周年記念 G1びわこ大賞（2020年8月4日、びわこ競艇場）
- 第64回近畿地区選手権競走（2021年2月12日、三国競艇場）
- 開設67周年記念 競帝王決定戦（2022年3月31日、下関競艇場）
- 戸田プリムローズ開設66周年記念（2022年4月13日、戸田競艇場）
- 第66回近畿地区選手権競走（2023年2月11日、住之江競艇場）
- 京極賞 開設71周年記念競走（2023年12月15日、丸亀競艇場）
- 太閤賞競走開設68周年記念（2024年6月5日、住之江競艇場）

G2
- 第65回結核予防事業協賛 秩父宮妃記念杯（2022年3月15日、びわこ競艇場）

## 戦績
- 出走回数：4913回
- 1着回数：1410回
- 優出回数：185回
- 優勝回数：52回
- SG優出回数：5回
- SG優勝回数：4回
- G1優出回数：25回
- G1優勝回数：4回
- フライング（F）回数：10回
- 出遅れ（L）回数：1回
- 通算勝率：6.65
- 2連対率：46.4
- 3連対率：62.2
- 生涯獲得賞金：6億8059万1184円